# Bandit Kings of Ancient China
 Bandit Kings of Ancient China  (titre original : Suikoden: Tenmei no Chikai (水滸伝・天命の誓い)) est un jeu vidéo de stratégie au tour par tour développé et publié par Koei en 1989 sur MSX, NES, DOS, Amiga, Apple Macintosh, Sega Saturn et PlayStation. Adapté du roman d’aventure Au bord de l'eau, le jeu se déroule dans la Chine médiévale pendant le règne de l’empereur Huizong de la dynastie Song.
Un groupe de dix bandits s’est engagé dans une guerre contre le ministre de la guerre Gao Qiu. L'empereur attend qu'un de ces bandits devienne son champion qu'il autorisera par décret impérial à affronter son ministre putschiste Gao Qiu.
Chaque joueur incarne un de ces bandits. Il doit recruter, gérer et commander une armée, puis conquérir et gérer des préfectures dans le but d'être suffisamment populaire dans toute la Chine et donc aux yeux de l'empereur lui-même. Ce dernier autorisera alors son champion à affronter et renverser Gao Qiu et ce sera alors la victoire finale ! Mais attention à l’invasion de la puissante armée Jürchen de la dynastie Jin, en 1125 ; tout sera alors perdu et pour tout le monde, si aucun joueur n'est parvenu à vaincre le ministre complotiste avant cette date.
Lorsqu’il débute la partie, les forces contrôlées par l'infâme ministre Gao Qiu sont bien plus puissantes que celles du joueur qui doit donc le rattraper et le surpasser en un nombre limité de tours.
La carte de Chine est divisée en préfectures. Elles sont à conquérir par le joueur pour gagner en popularité. Si une préfecture est déjà contrôlée par un autre joueur, par un officier de Gao Qiu ou par Gao Qiu lui-même, c'est la guerre pour le contrôle de la préfecture, sinon le joueur prend possession de la préfecture sans combattre.
Pour augmenter son armée, le joueur doit recruter des héros dans les quartiers de la capitale de sa préfecture. Chaque héros peut commander jusqu'à 100 soldats. Pour accepter d'être recruté, un héros doit être impressionné par le joueur qui souhaite le recruter ; à cet effet c'est la popularité du joueur qui compte. Plus un héros est puissant, plus le joueur doit être populaire pour pouvoir le recruter. Chaque héros a sa propre histoire et il se peut, par exemple, qu'il ne souhaite pas vous rejoindre parce que vous avez recruté son pire ennemi.
Un tour de jeu correspond à un mois de l'année. Le joueur pourra faire faire une tâche soit au personnage qu'il incarne, soit à l'un des héros qu'il a recrutés. L'exécution d'une tâche fait passer automatiquement le tour de jeu. Tous les 3 mois, il y a un changement de saisons, impliquant aléatoirement des évènements comme des typhons, des chutes de neige, la famine, etc.
Tous les personnages (ceux des joueurs et comme ceux des héros recrutables par les joueurs) ont des caractéristiques de même nature mais plus ou moins élevées. Parmi les plus importantes : la force (plus elle est importante, plus le personnage est habile à la guerre, au duel, et à la construction dans une préfecture), la dextérité (plus elle est importante, plus le personnage sera apte à faire de ses soldats d'habiles archers), la sagesse (plus elle est importante, plus le personnage sera apte à faire des boules de feu sur un champ de bataille, et à très haut niveau de sagesse il pourra même faire de la magie extrêmement dévastatrice sur le champ de bataille). En plus des caractéristiques communes, certains personnages peuvent parfois avoir des compétences propres comme par exemple armateur et/ou forgeron.
Lorsqu'une bataille éclate pour le contrôle d'une préfecture, les armées s'affrontent, sachant que l'attaquant ne pourra partir en guerre qu'avec un maximum de 10 héros, soit 1000 soldats. Le défenseur quant à lui pourra se défendre avec toutes les troupes dont il dispose, mais 10 héros maximum sur le champ de bataille, le reste en réserve. Le défenseur pourra disposer de sa réserve pour remplacer les héros qui quittent le champ de bataille.
Les 2 armées ont 2 caractéristiques : le niveau d'arme et l'entraînement. La force de chaque héros complète le niveau d'une armée au corps à corps, la dextérité celui d'une armée d'archers.
Un camp remporte la bataille s'il anéantit l'armée adverse avant le début du tour suivant, même si le défenseur dispose encore de réserves non déployées. L'attaquant remporte la bataille s'il occupe à la fin d'un tour la totalité des châteaux de la carte, même si le défenseur a encore des troupes sur le champ de bataille et/ou en réserve. Le défenseur remporte la bataille si l'attaquant ne parvient pas à le vaincre avant le dernier tour de bataille. Un camp perd lorsqu'il est affamé, c'est-à-dire sans vivres à la fin de n'importe quel tour.
2 héros ennemis adjacents peuvent entamer un duel dont l'issue peut être : la mort de l'un d'eux, la capture de l'un d'eux ou la fuite d'une partie des soldats du vaincu. Un héros dans un château ne peut-être demandé en duel.
Les héros assez sages peuvent lancer une boule de feu, utile pour déloger une armée dans un château ou pour détruire une armée dans un bateau. Les héros encore plus sages peuvent faire de la magie offensive sur un périmètre qui dépend du niveau de sagesse. Les héros ennemis, faibles en sagesse, surpris par la magie voient leur troupes ravagées par celle-ci et le personnage lui-même est ébloui et ne peut plus rien faire pendant plusieurs tours.
Lorsqu'un héros n'a plus de troupe mais qu'il a été suffisamment fort pour survivre au dernier assaut, il se bat seul sur le champ de bataille. S'il ne fuit pas et qu'il est battu par une armée ennemie, il peut soit mourir, soit être fait prisonnier.
Un héros peut fuir le champ de bataille à son tour de jeu en exil ou vers une préfecture voisine amie ou contrôlée par personne. Un héros qui fuit a une probabilité de se faire capturer dans sa fuite et devient prisonnier.
Si le défenseur perd, tous les héros en réserve qu'il n'a pas eu le temps de mettre sur le champ de bataille sont faits prisonniers par l'attaquant.
A la fin de la bataille, seuls les prisonniers faits par le vainqueur le deviennent définitivement, les prisonniers faits par le vaincu sont relâchés. Le vainqueur décide pour chacun des prisonniers ce qu'il souhaite faire de chacun : libérer, recruter, emprisonner, exécuter.
Les préfectures ont 4 caractéristiques principales : Soutien (supply en VO), Inondation (flood en VO), Agriculture (land en VO) et Économie (wealth en VO).
Le soutien correspond au regard que porte la population de la préfecture sur vous. Lorsqu'il dépasse 40, le soutien est acquis et la population vous fera des dons de nourriture et d'or au mois de janvier de chaque année. Plus les caractéristiques du soutien, de l'agriculture et de l'économie seront élevées, plus les dons seront élevés. Pour augmenter le soutien, il faut faire des dons à la population, chasser les bêtes féroces qui la menace ou bien augmenter les caractéristiques de l'inondation, l'agriculture et de l'économie de la préfecture. De plus, lorsqu'une préfecture a un niveau de soutien au dessus de 40, elle donne des points de popularité au joueur.
La caractéristique Inondation correspond à la capacité de cette préfecture de survivre aux inondations en cas de typhons ou fortes pluies. Une préfecture peut être ravagée par une calamité, si mal protégée. Pour augmenter la caractéristique Inondation, il faut envoyer un personnage s'en occuper.
La caractéristique Agriculture correspond au niveau agricole de la préfecture. Plus il est élevé, plus la préfecture fournira en nourriture en janvier si le soutien est au dessus de 40. Pour augmenter l'agriculture, il faut envoyer un personnage s'en occuper.
La caractéristique Économie correspond au niveau économique de la préfecture. Plus il est élevé, plus la préfecture offrira d'or en janvier si le soutien est au dessus de 40. Pour augmenter la caractéristique Économie, il faut envoyer un personnage s'en occuper.
Augmenter les caractéristiques Inondation, Agriculture et Économie augmente le soutien de la préfecture et augmente aussi votre popularité.
Pour augmenter l'or de la préfecture, hormis la technique vue précédemment, le joueur peut l'exiger de la population, ce qui diminue le soutien et la popularité. Le joueur peut aussi vendre sur le marché de la nourriture et de la fourrure. La fourrure s'obtient en chassant avec un personnage. Le joueur peut aussi spéculer sur l'achat/revente de nourriture et de fourrure, car les cours de ceux-ci sur le marché de la capitale de la préfecture changent tous les mois. Le marché se trouve en ville, il y en a un dans chaque préfecture.
Un armateur et/ou un forgeron se trouvent parfois à demeure dans une préfecture. Il n'y en a pas dans toutes les préfectures. Ils permettent au joueur, lorsqu'il va en ville, d'acheter des bateaux contre de l'or, et des armes à partir des métaux. Les bateaux sont indispensables pour franchir les rivières durant les batailles, et les armes sont utilisées pour augmenter la qualité des armées. Les métaux s'achètent au marché.
Saurez-vous répondre à l'appel de l'empereur Huizong de la dynastie Zong ? Saurez-vous défaire les armées du puissant ministre de la guerre Gao-Qiu ? Le temps presse car les armées Jürchen menacent d'invasion !
Maintenant, c'est à vous de jouer et de réaliser le rêve romanesque des héros légendaires et hors-la-loi de la l'ancienne Chine impériale !
Références magazines :
,.

## Accueil
| Bandit Kings of Ancient China |      |       |
| Média                         | Pays | Notes |
| Amiga Action                  | GB   | 85 %  |
| Joystick                      | FR   | 72 %  |
| Tilt                          | FR   | 16/20 |